# 2956 Yeomans
Yeomans (asteróide 2956) é um asteróide da cintura principal, a 2,5134152 UA. Possui uma excentricidade de 0,0907549 e um período orbital de 1 678,67 dias (4,6 anos).
Yeomans tem uma velocidade orbital média de 17,9143524 km/s e uma inclinação de 2,86428º.
Este asteróide foi descoberto em 28 de Abril de 1982 por Edward Bowell.